# Jakub Wawrzyniak
Jakub Wawrzyniak (Kutno, 7 de julho de 1983) é um futebolista polonês, que atua como lateral-esquerdo.

## Carreira
Garguła começou a carreira no Sparta Złotów, equipe de nível amador em seu país. atuou também por MSP Szamotuły, Sparta Oborniki e Sparta Brodnica, sem muito alarde, mas fez o suficiente para ser contratado pelo também minúsculo time do Błękitni.
Atuou também em oputra equipe minúscula da Polónia, o Mazowiecki, e foi contratado pelo Widzew Łódź, sua primeira grande equipe.
Hoje atua no Légia, mas atuou por emnpréstimo no grego Panathinaikos.

## Seleção
Garguła estreou na Seleção Polonesa em 2006, mas ele não foi convocado para a Copa de 2006. Fez parte da delegação polonesa na Eurocopa de 2008, disputando uma partida, e sua seleção amargou a lanterna do Grupo B, com apenas um ponto, um gol marcado e quatro sofridos.

## Títulos
Legia Warszawa
- Campeonato Polonês (2): 2013, 2014
- Supercopa da Polônia (1): 2008
- Copa da Polônia de Futebol (4): 2007/08, 2010/11, 2011/12, 2012/13